# Franco Vegliani
Franco Vegliani (Trieste, 17 febbraio 1915 – Malcesine, 31 luglio 1982) è stato uno scrittore e giornalista italiano.

## Biografia e opere
Il padre, Silvio Sincovich, era un magistrato, dapprima pretore e in seguito Consigliere di Corte d'appello e mutò il cognome in Vegliani negli anni Trenta, costretto da una disposizione che interdiceva gli uffici pubblici a chi avesse un cognome ritenuto non italiano. Nato cittadino austro-ungarico, e diventato italiano a partire dalla fine della prima guerra mondiale, Franco Vegliani crebbe nelle diverse località in cui il padre aveva di volta in volta i suoi incarichi: l'isola di Veglia, Abbazia e Fiume, fino all'inizio della seconda guerra mondiale.
Fu combattente sul fronte dell'Africa settentrionale e trascorse quattro anni di prigionia in Egitto. Dalla fine della guerra visse a Milano, dove esercitò la professione di giornalista. Esordì nel 1935 con un Saggio su Ugo Betti. In seguito pubblicò Malaparte (1957), un'ampia biografia di Curzio Malaparte di cui era stato collega al "Tempo" e di cui aveva raccolto le confidenze negli ultimi mesi di vita.
Scrittore di grande sensibilità, i suoi lavori principali furono i romanzi Processo a Volosca (1958, ripubblicato nel 1989) e La frontiera (1964, ripubblicato nel 1988 e nel 1996). Fu autore inoltre de La carta coperta (1972). Riferendosi al Processo a Volosca, Claudio Magris (1982) ha scritto che Vegliani è stato "autore di uno dei libri più belli della letteratura triestina del dopoguerra". Sono state pubblicate come opere postume le Lettere in morte di Cristiano Bess (1985) e le Storie di animali (1991).
Ha lavorato raramente per la RAI: coinvolto da Dante Guardamagna, che era suo grande amico dai tempi di Fiume, ha scritto con lui la sceneggiatura di Una nuvola sulla città, con Jacques Sernas, Anna Bonasso e Sergio Rossi, andato in onda per la regia di Dante Guardamagna nel 1974. 

## Fortuna postuma
Dal libro La frontiera è stato tratto l'omonimo film diretto da Franco Giraldi, che ha tra i protagonisti Raul Bova, Claudia Pandolfi, Omero Antonutti e Marco Leonardi (1996) ed è stato proiettato al festival di Venezia. Di due opere di Vegliani sono state anche approntate versioni teatrali: La frontiera ad opera di Ghigo de Chiara (1996, rappresentata dal Dramma Italiano di Fiume in collaborazione con il Teatro Stabile del Friuli-Venezia Giulia), e il Processo a Volosca, ad opera di Gianfranco Sodomaco (2004, rappresentato dal Dramma Italiano di Fiume, regia di Nino Mangano).

### Opere di Franco Vegliani
(Sono qui elencate le principali opere monografiche, tralasciando la ricca produzione di articoli su giornali e riviste)
- Saggio su Ugo Betti, Fiume, Termini, 1937 (82 p.).
- Un uomo del tempo: racconti, Roma, Istituto grafico tiberino, 1941.
- Malaparte, Milano-Venezia, D. Guarnati, 1957.
  - Malaparte (deutsche Übersetzung von Ludwig Hellmut), Karlsruhe, Stahlberg, 1958.
- Processo a Volosca, Milano-Venezia, Guarnati, 1958 (riedizione: Sellerio, 1989).
  - Procès à Volosca (trad. de l'italien par Jean-Claude Zancarini), Lagrasse, Verdier, 1991 - ISBN 2-86432-136-X.
- La frontiera, Milano, Ceschina, 1964 (riedizioni: Palermo, Sellerio, 1988 e 1996 - ISBN 88-389-1327-7).
  - La Frontière (trad. Hélène Leroy), Lagrasse, éd. Verdier, 1990 - ISBN 2-86432-111-4.
- Nonni e nipoti : storia degli industriali italiani, Milano, Successo, 1972.
- La carta coperta, Milano, Palazzi, 1972 (riedizione con prefazione di Paolo Quazzolo: Gorizia-Trieste, Istituto giuliano di storia, cultura e documentazione, 2006 - ISBN 88-901459-3-5).
- Lettere in morte di Cristiano Bess, Truccazzano, Stamperia Bianca & Volta, (1986).
- Storie di animali, Palermo, Sellerio, 1991.

### Opere su Franco Vegliani
- Arduino Agnelli, "Triest: Die Grenze von Vegliani als Beispiel einer Zugehörigkeit—Nichtzugehörigkeit", Neohelicon Volume 7, Number 2 (September 1979), pp. 225–241. ISSN 0324-4652 (Print) 1588-2810 (Online)
- Alessandro Crestani, Franco Vegliani: un'anima narrativa di confine, tesi di laurea, Univ. degli studi di Verona, a.a. 2007-2008.
- Patrizia Hansen, "La narrativa di Franco Vegliani", Rivista d'Europa 1 (1986), pp. 51–62.
- Patrizia Hansen, "L'origine altra. Inquietudine e identità nella narrativa di Franco Vegliani", La Battana 97-98 (1990), pp. 105–111.
- Patrick Kéchichian, "La frontière intérieure", Le Monde, 14 dicembre 1990, p. 33.
- Claudio Magris, "Lo scrittore sulla frontiera. Un ricordo del triestino Franco Vegliani", Corriere della Sera, 10 settembre 1982, p. 25.
- Claudio Magris, "Nel nome di Vegliani e della letteratura di confine", Corriere della Sera 8 marzo 1997, su archiviostorico.corriere.it. URL consultato il 02-01-2010.